# NHK名田庄テレビ中継局
NHK名田庄テレビ中継局（エヌエイチケイなたしょうテレビちゅうけいきょく'）は、かつて福井県大飯郡おおい町の旧遠敷郡名田庄村に置かれていたNHK福井放送局のテレビ中継局である。

## 概要
- 当中継局には、NHKの中継局のみ置かれ、民放である福井放送及び福井テレビジョン放送は、当地に中継局を置かず、周辺地域の中継局からの電波を受信していた。

## 中継局概要
| 放送局名     | チャンネル | 空中線電力        | ERP                  | 放送対象 地域 | 放送区域 内世帯数 | 偏波面   |
| NHK 福井教育 | 3ch        | 映像1W/ 音声250mW | 映像930mW/ 音声230mW | 全国          | 約-世帯           | 垂直偏波 |
| NHK 福井総合 | 9ch        | 映像1W/ 音声250mW | 映像870mW/ 音声220mW | 福井県        | 約-世帯           | 垂直偏波 |

- 地上デジタルテレビ放送は非該当となっているため、2011年7月24日をもって廃局となった。